# 金朱賢
金朱賢（： Kim Joo Hyeon，2002年6月29日—），韓國女歌手。
韓國歌手金興國的女兒。2017年参加《偶像学校》。

## 演出作品

### 放送
- 2017年 MNET《偶像學校》[4][5][6]

- 2017年7月13日Mnet音放節目《M Countdown》 EP532 （Special Stage）[7]

紅色箭頭為排名上升，藍色箭頭為排名下降，標記 = 則為排名不變。每集結尾會公布各學生的排名。
| 第一集 (網路投票+簡訊投票)                | 32             |
| 第二集 (網路投票+簡訊投票)                | 31 ↑1          |
| 第三集 (網路投票+簡訊投票)                | 該集不公布排名 |
| 第四集 (網路投票+簡訊投票)                | 31 =           |
| 第五集 (網路投票+簡訊投票)                | 32 ↓1          |
| 第六集 (網路投票+簡訊投票)                | 28 ↑4          |
| 第七集 (網路投票+簡訊投票)                | 28 =           |
| 第八集 (網路投票+簡訊投票)                | 該集未公布排名 |
| 第九集 (網路投票+簡訊投票)                | 28 =           |
| 第三次淘汰賽，遭到淘汰。 轉入「普通班」。 |                |